# San Luis (Colorado)
San Luis település az Amerikai Egyesült Államok Colorado államában, Costilla megyében, melynek megyeszékhelye is. Lakosainak száma 598 fő (2020. április 1.).

## Népesség
A település népességének változása:

| 2010 | 629 |
| 2020 | 598 |